# Żelazowa Wola
Żelazowa Wola é uma pequena aldeia da Polônia, que faz parte da comuna de Sochaczew, no voivodato de Mazóvia, com apenas 65 habitantes, mais conhecida por ser a terra natal do compositor Frédéric Chopin. A casa onde ele nasceu, em 1810, é hoje em dia um museu, cercado de um parque. 
Outro músico polaco famoso, o violinista Henryk Szeryng, também nasceu em Żelazowa Wola.

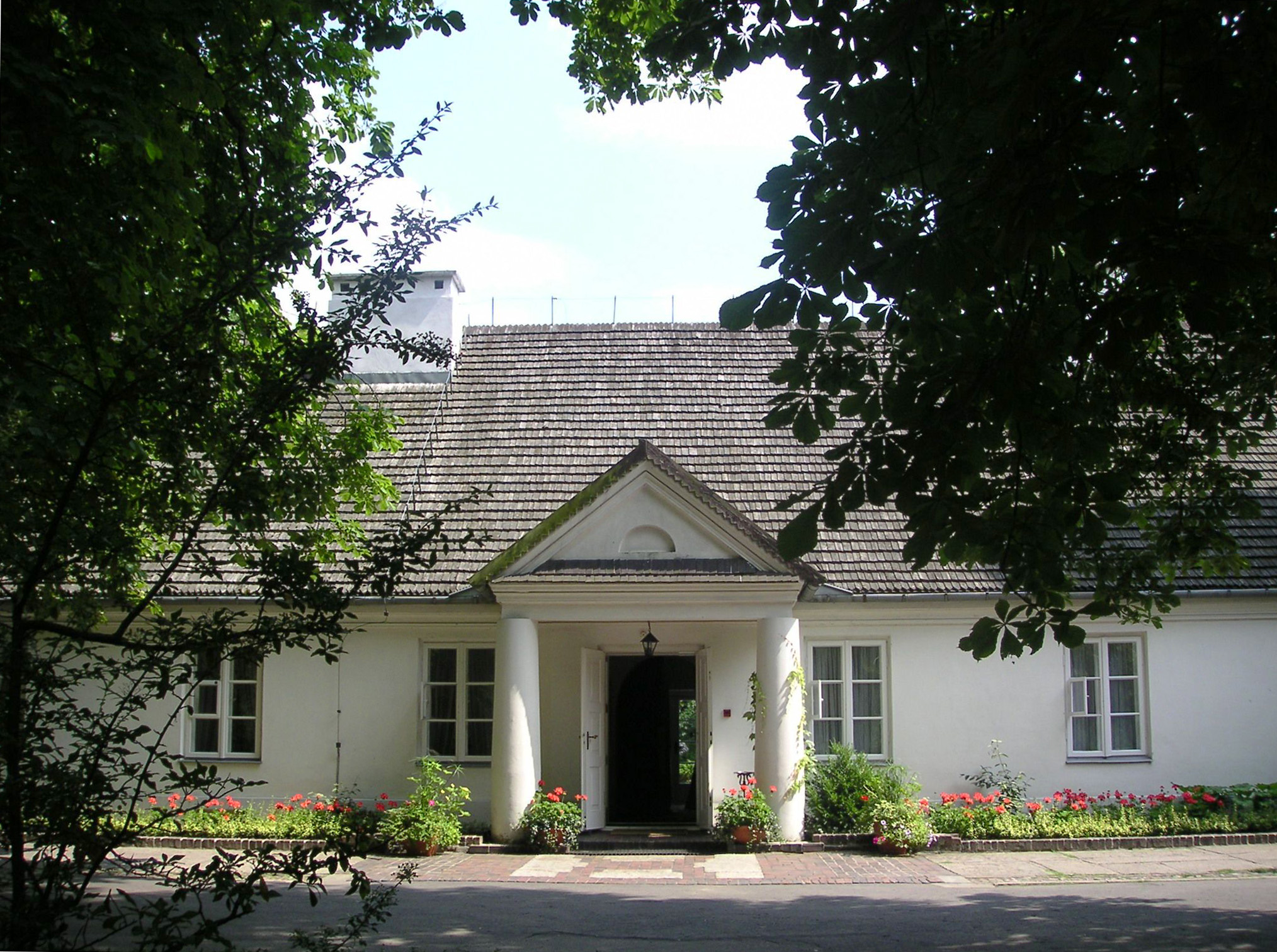
A casa de Chopin